# Adolf Stelzer (1908)
Adolf Stelzer (1 september 1908 - 30 april 1977) was een Zwitsers voetballer die speelde als verdediger.

## Carrière
Stelzer maakte zijn profdebuut voor FC Zürich waar hij bleef spelen tot in 1932. In 1932 vertrekt hij naar Lausanne Sports waarmee hij twee landstitels veroverde in 1935 en 1936; en twee bekers in 1935 en 1939. Nadien speelde hij nog voor La Chaux-de-Fonds waar hij zijn carrière afsloot.
Hij speelde 21 interlands voor Zwitserland en scoorde daarin één keer. Hij nam met de Zwitserse ploeg deel aan het WK voetbal 1938 in Frankrijk.

## Erelijst
- Lausanne Sports
  - Landskampioen: 1935, 1936
  - Zwitserse voetbalbeker: 1935, 1939